# ليليان هايمان
ليليان هايمان (بالإنجليزية: Lillian Hayman)‏ هي مغنية وممثلة أمريكية، ولدت في 17 يوليو 1922 في بالتيمور في الولايات المتحدة، وتوفيت في 25 أكتوبر 1994 في هوليس ‏ في الولايات المتحدة بسبب نوبة قلبية.

## أعمال

### أفلام
- (1975) ماندينغو

## وصلات خارجية
- ليليان هايمان على موقع IMDb (الإنجليزية)
- ليليان هايمان على موقع ميوزك برينز (الإنجليزية)
- ليليان هايمان على موقع قاعدة بيانات برودواي على الإنترنت (الإنجليزية)
- ليليان هايمان على موقع ديسكوغز (الإنجليزية)
- ليليان هايمان على موقع قاعدة بيانات الفيلم (الإنجليزية)